# Tarachodes afzelii
Tarachodes afzelii es una especie de mantis de la familia Tarachodidae.

## Distribución geográfica
Se encuentra en Burkina Faso, Costa de Marfil, Ghana,  Guinea, Camerún, Congo, Senegal, Sierra Leona y  Togo.